# Bolatice
Bolatice (niem. Bolatitz) – wieś w Czechach w kraju morawsko-śląskim, w ziemi hulczyńskiej. Bolatice zamieszkuje ok. 4200 mieszkańców. Gmina katastralna Bolatice obejmuje również osadę i część gminy Borová (niem. Henneberg).

## Nazwa miasta
W miejscowej gwarze laskiej nazwa wymawiana jest jako Bolaczyce, w średniowieczu zapisywana czasem ze zmianą a > ě, np. Poleticze (1349, na zapis nazw w tym źródle duży wpływ miał język niemiecki), ale zmiana zanikła pod wpływem miejscowego narzecza. Nazwa patronimiczna wywodzona jest od imienia Bol'ata < Bolęta, spokrewnionego z imionami typu Bolemyr, Bolesław itd.

## Historia
Miejscowość po raz pierwszy wzmiankowana w 1250 roku jako Bolatiz lub Bolatitz, kiedy to należała do Margrabstwa Moraw, później do wydzielonego z niego w 1269 księstwa opawskiego, które to co najmniej od końca XV wieku uważano już za część Górnego Śląska. W 1682 w stronę Wiednia zmierzał tędy polski król Jan III Sobieski, co przyczyniło się do poświęcenia w 1703 miejscowego kościoła imieniem św. Stanisława ze Szczepanowa.
Po wojnach śląskich znalazła się w granicach Prus. Od 1784 państwo pruskie sprzedało majątek bolaticki braciom barono Eugenowi i Aloisemu Henn z Hennebergu. Dwa lata później założyli oni osadę Henneberg, przyłączoną do Bolatic w 1893, od 1949 pod nazwą Borová. Od 1818 w nowym powiecie raciborskim. Wieś zamieszkała była przez czeskojęzycznych i katolickich Morawców i kilkuset osobową grupę polskojęzycznych Ślązaków (w 1890 z 2074 mieszkańców 1174 było czesko-, 254 polsko- a 46 niemieckojęzycznymi) i jako część tzw. kraiku hulczyńskiego w 1920 została przekazana Czechosłowacji.

## Postaci
W Bolaticach urodzili się niemiecki pisarz August Scholtis (1901-1969) i czeski aktor i lalkarz Pavel Návrat (1921-2010).
W latach 1910–1914 nauczycielem w szkole w Bolaticach był Karl Sczodrok (1890-1978, w czasach nazistowskich (1940) zmienił nazwisko na Schodrok) późniejszy wydawca pisma „Der Oberschlesier”.